# Nereocystis
Nereocystis je monotypický rod hnědých řas zahrnující pouze jeden druh Nereocystis luetkeana. Vytváří husté porosty na skalách a je významnou součástí kelpových lesů.

## Popis

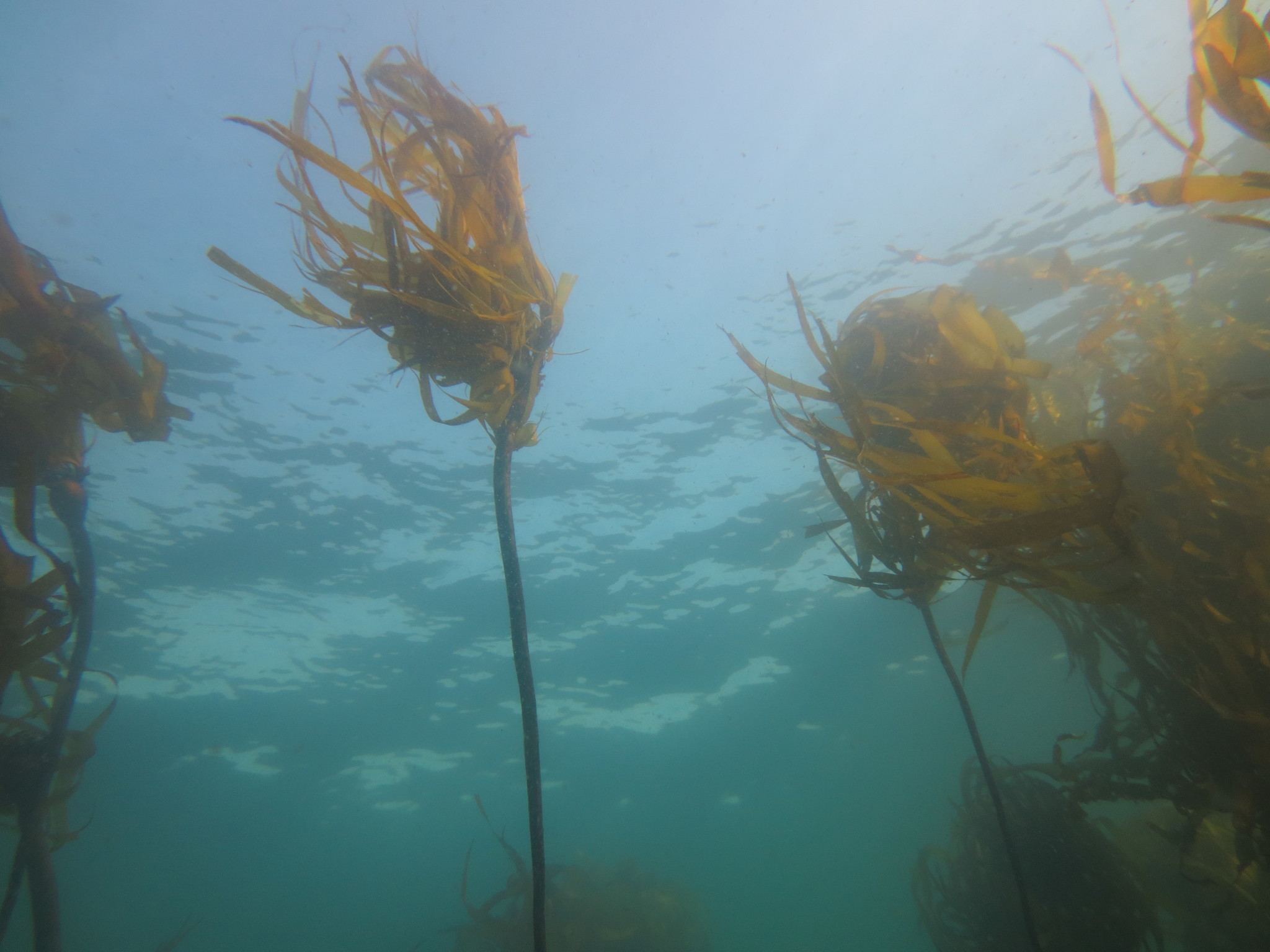
Nereocystis luetkeana u Caspar Point v Kalifornii

Dorůstá délky až 36 metrů. Rhizoidy (haptery) jsou 40 cm dlouhé, nevětvený trubicovitý kauloid je ukončen vzduchovým měchem obsahujícím oxid uhelnatý, ze kterého vyrůstají ve velkém počtu (kolem 30 až 64) dlouhé páskovité fyloidy – ty mohou dorůstat délky až 4 metry a šířky 15 cm. Je to jednoletá chaluha, někdy přežívá až 18 měsíců. Je jedinou kelpovou chaluhou, jejíž spory opadají ve shluku (sorus, pl. sori), takže se usazují v blízkosti mateřské chaluhy.

## Rozšíření
Běžně se vyskytuje podél tichomořského pobřeží Severní Ameriky: od Jižní Kalifornie až po Aleutské ostrovy.